# Gildo De Stefano
Ermenegildo De Stefano (né à Naples) est un écrivain, journaliste italien, critique musical, et musicologue.

## Biographie
Spécialisé en musique afro-américaine, Gildo De Stefano est un journaliste musical, sociologue, et critique du journal ROMA, et directeur artistique du Festival italien de ragtime. Diplômé en sociologie de communication, il collabore avec la RAI Radio Télévision depuis les années 1980, pour laquelle il a mené des programmes sur le jazz et publie régulièrement des essais sur Nuova Rivista Musicale Italiana (it) édités par la RAI.
Il organise des cours  de Civilisation  Afro-Américains mais aussi des ateliers  d'écriture créative  dans diverses universités  et conservatoires italiens, y compris San Pietro a Majella. Il est l'auteur de la seule histoire du ragtime en italien, publiée par Marsilio Editori (Venise) en deux éditions, 1984 et 1991. Dans les années 1990, il remporte un prix national de journalisme sous l'égide du ministère des Travaux publics pour coïncider avec l'arrivée de la présélection du prix Calvino pour des  écrits littéraires inédits, et dans le 2018 reçoit le Prix Campania Felix International de Journalisme. Il collabore avec la Fondation pour l'Encyclopédie Treccani pour les voix afro-américaines, et à diverses revues internationales, comme la revue canadienne CODA.

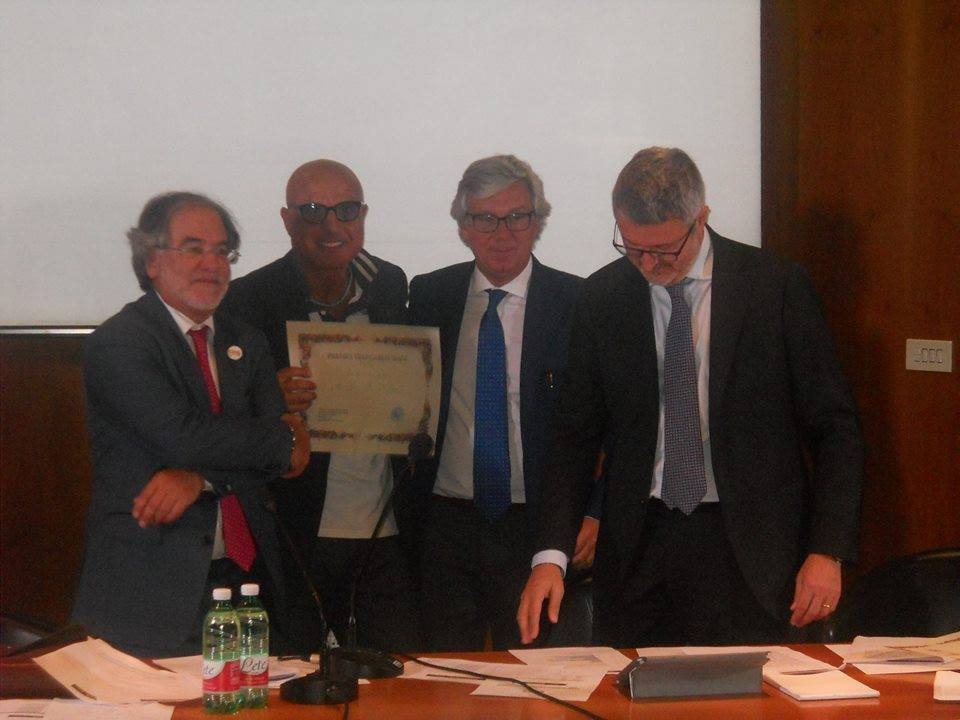
Gildo De Stefano reçoit le prix Giancarlo-Siani des mains du directeur du journal Il Mattino.

Il est membre de l'Union Italienne des écrivains et artistes.

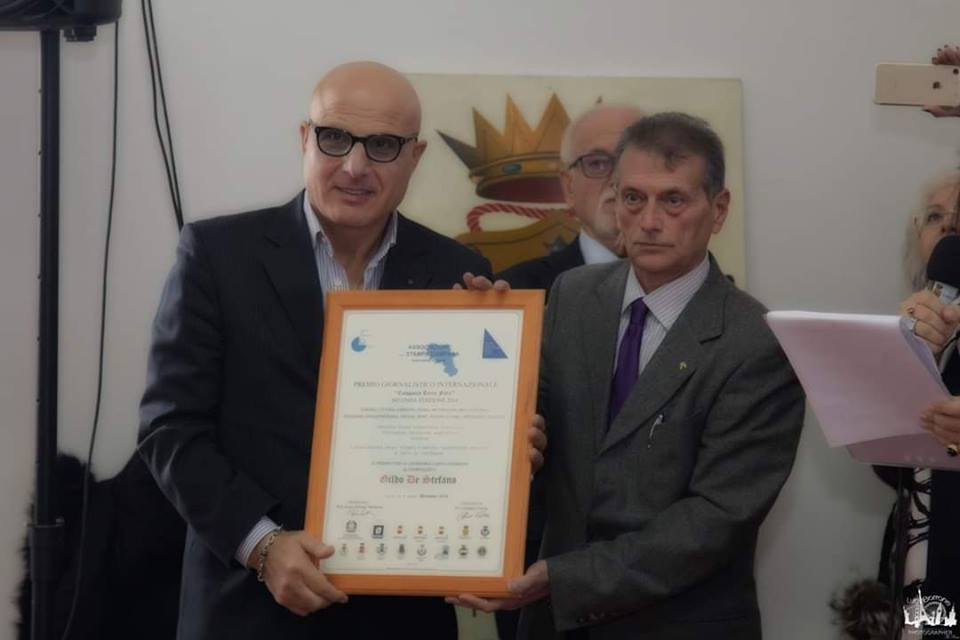
Gildo De Stefano reçoit le prix Campania Felix International de journalisme.

## Ouvrages
- Il canto nero, Gammalibri Editions, Milan 1982.
- Storia del ragtime, Marsilio Editions, Venise 1984.
- Trecento anni di Jazz: 1619-1919 - le origini della Musica afroamericana tra sociologia ed antropologia, SugarCo Editions, Milan 1986.
- Jazz moderno': 1940-1960 : cronaca di un ventennio creativo, Kaos, Milan 1990.
- Frank Sinatra, Marsilio Editions, Venise 1991.
- Vinicio Capossela, Lombardi Editions, Milan 1993.
- Francesco Guccini, Lombardi Editions, Milan 1993.
- Louis Armstrong, Edizioni Scientifiche Italiane, Naples 1997.
- Vesuwiev Jazz: Tracce di jazz in Campania, Edizioni Scientifiche Italiane, Naples 1999.
- Il popolo del Samba: la vicenda e i protagonisti della musica popolare brasiliana, préface de Chico Buarque, RAI-ERI, Rome 2005.
- Ragtime, Jazz & dintorni, préface de Amiri Baraka, SugarCo Editions, Milan 2007
- The Voice - Vita e italianità di Frank Sinatra, Coniglio Editions, Rome 2011
- Una storia sociale del jazz, Préface de Zygmunt Bauman, Mimesis Edizioni, Milan 2014  (ISBN 978-8-8575-2001-8)
- Racconti partenopei, Naples 2015, (ASIN B00XMZ1HOI)
- Ballata e morte di un gatto da strada - Malcolm! Malcolm!, Préface de Claudio Gorlier, postface de Walter Mauro, Naples 2015, (ASIN B017LYN7G6)
- Saudade Bossa Nova : la musique, les influences et les rythmes du Brésil, préface de Chico Buarque, LoGisma Editore, Florence 2017  (ISBN 978-88-97530-88-6)
- Frank Sinatra, l’italoamericano, préface de Renzo Arbore, LoGisma Editore, Florence 2021,  (ISBN 978-88-94926-42-2)
- Ballata breve di un gatto da strada - La vita e la morte di Malcolm X, préface de Claudio Gorlier, postface de Walter Mauro, NUA Editions Brescia 2021,  (ISBN 978-88-31399-49-4)
- Diario di un suonatore guercio, inFuga Edizioni, Aversa 2023  (ISBN 9791280624352)

## Sources
- (it) Cet article est partiellement ou en totalité issu de l’article de Wikipédia en italien intitulé « Gildo De Stefano » (voir la liste des auteurs).